# Fatges
Fatges (ook: Fatxes) is een verlaten plaats in de Spaanse provincie Tarragona in de regio Catalonië. Het ligt in de bergen in het noorden van de gemeente Vandellòs i l'Hospitalet de l'Infant, ruim drie kilometer ten noordwesten van Vandellòs. De plaats werd in het midden van de 20ste eeuw verlaten.

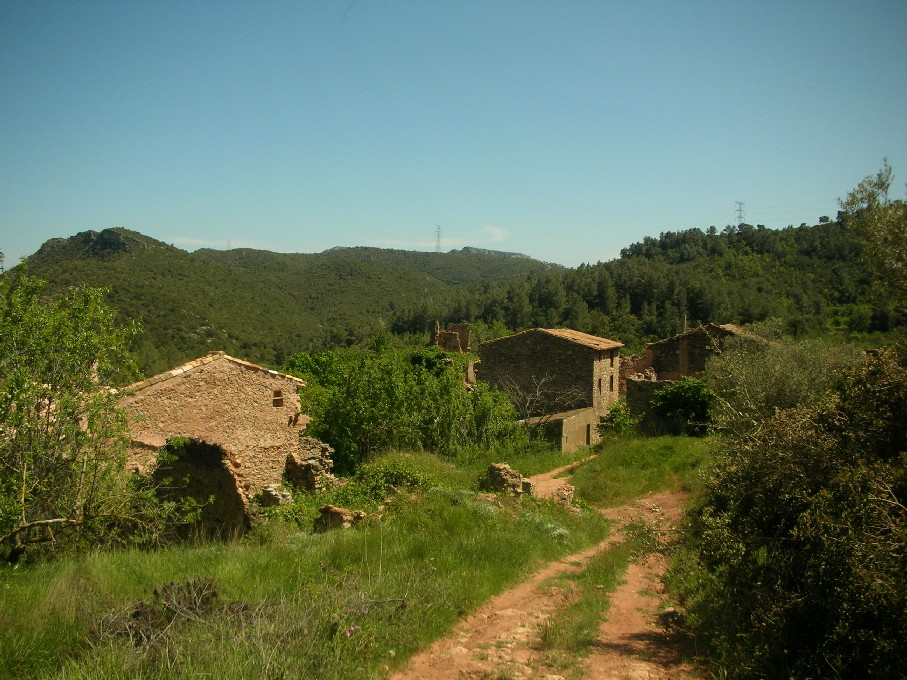
Zicht op Fatges

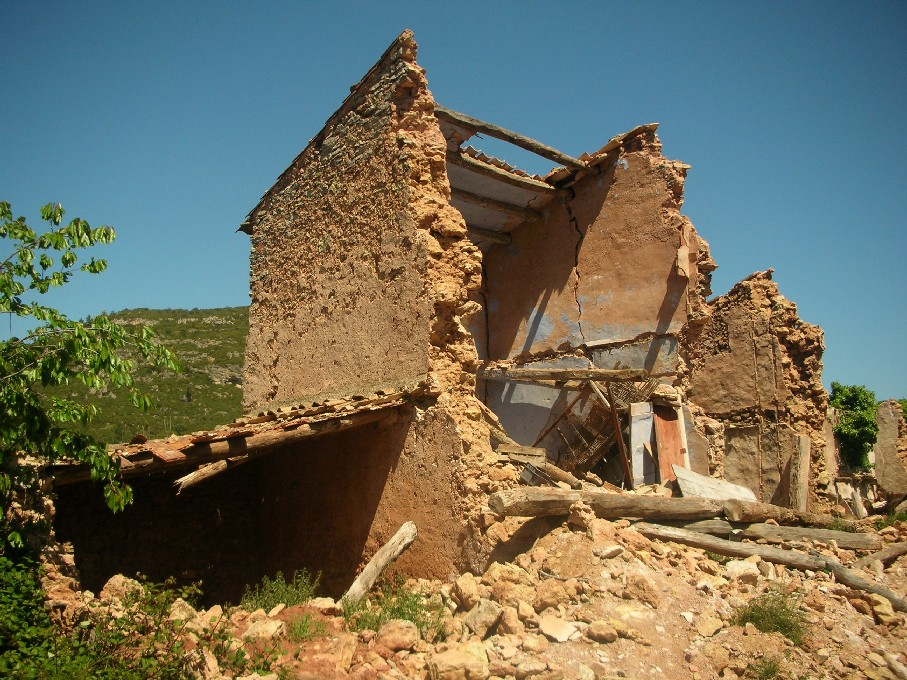
Vervallen gebouw in Fatges